# 圧縮空気エネルギー貯蔵
圧縮空気エネルギー貯蔵 (あっしゅくくうきエネルギーちょぞう、英語：Compressed Air Energy Storage、略称CAES) とは、発電に利用するために圧縮した空気を地下の岩塩空洞やタンクなどに貯蔵したもの。またその発電方式、圧縮空気エネルギーシステムのことを指す。揚水発電とともに、電力系統において主に長周期変動の影響を吸収して系統を安定化したり、低需要時に余剰電力を貯めておき、電力需要が高まった際に放電したりするために用いられる。

## 概要
空気の圧縮や伸長に伴う熱の取り扱いの観点から、CAESの形式には主に3種類存在する。

### 非断熱式CAES
まず1つ目は、非断熱式圧縮空気エネルギー貯蔵(D-CAES、英語：Diabatic Compressed Air Energy Storage)である。電力需要が低いときに外部からの電力によりコンプレッサを回して、圧縮空気を製造し貯蔵しておき、発電の際にその圧縮空気の膨張の力をガスタービンに加えて発電する。1978 年にドイツのハントルフ(英語：Huntorf)で最初に実用化された。その後、1991年に米国アラバマ州のマッキントッシュでも導入されている。圧縮空気を火力発電所のガスタービンの燃焼効率向上に使うことが前提であり、温室効果ガスが出る、圧縮時に相当量の熱を失い発電効率が低いなどの欠点があり、岩塩空洞などの適地も必要となるため、日本では実用に至っていない。

### 断熱式CAES
2つ目は、断熱式圧縮空気エネルギー貯蔵(A-CAES、英語：Adiabatic Compressed Air Energy Storage)である。前述した D-CAES を改良したものである。外部電力を電気エネルギー(主に他の再生可能エネルギー)に変え、圧縮時に発生する熱を熱媒に貯蔵し、空気を膨張させるときのエネルギーとして利用することで、熱効率を約70%にまで引き上げている。

### 定温式CAES
3つ目は、定温式（等温式）圧縮空気エネルギー貯蔵(I-CAES、英語：Isothermal Compressed Air Energy Storage)である。前述のA-CAESと同様にD-CAESを改良したものであるが、熱交換器を用いて圧縮・伸長する空気の温度を一定に保つことにより変換効率を高める仕組みを採用したCAESである。理論上、外部環境との熱交換が完全に行われれば、熱効率は100％となる。実際には熱力学的に完全な熱交換は不可能で何らかの熱損失の発生が不可避であるため、その分効率が下がる。

## 脚釈
1. 1 2  中川加明一郎「電力貯蔵―圧縮空気エネルギー貯蔵―」『応用地質』2021 年、62 巻 1 号 pp24-25
2. ↑  このため、ガスタービンCAES(CAES-G/T、英語：Compressed Air Energy Storage Gas Turbine)とも呼ばれる。
3. 1 2  「圧縮空気 貯め方は千差万別 LIB 並みの発電コストの可能性も (特集 蓄エネマシン猛レー ス) -- (位置/運動エネルギー)」『日経エレクトロニクス』日経 BP 社、2021 年 12 月、1234 巻、pp46-47